# Robert Philip Reed
Robert Philip Reed (Boston, 11 de junio de 1959) es un obispo estadounidense de la Iglesia católica que también se desempeña como comunicador.

## Biografía

### Primeros años y educación
Reed nació en Boston el 11 de junio de 1959, hijo de William y Jeanne Reed. Creció en Swampscott, Massachusetts, y estudió en St. John's Preparatory School en Danvers, Massachusetts.  Reed se preparó para el sacerdocio en el Seminario de Saint John en Boston y en el Pontificio Colegio Norteamericano en Roma.

### Sacerdocio
Reed fue ordenado sacerdote por el cardenal Bernard Law el 6 de julio de 1985 para la Arquidiócesis de Boston en la iglesia St. John the Evangelist en Swampscott, Massachusetts.  Su primera asignación como sacerdote fue en la Parroquia de la Inmaculada Concepción en Medford, Massachusetts.  Reed también se ha desempeñado como párroco en varias otras parroquias de Massachusetts:
- San Mateo en Dorchester
- Espíritu Santo en Whitman
- Buen Pastor en Wayland
- Santa María en East Walpole
- Santísimo Sacramento en Walpole

Además de las asignaciones parroquiales, Reed comenzó una carrera en la radiodifusión de la arquidiócesis.  Desde la década de 1980, ha presentado un programa de radio los domingos por la mañana, La hora católica.  Reed obtuvo una licenciatura en Administración de televisión de la Universidad de Boston, y se unió al Boston Catholic Television Center, donde ocupó los títulos de director de desarrollo educativo, asistente de dirección y director.  Actualmente, Reed es presidente de CatholicTV Network y director ejecutivo de iCatholic Media, Inc.

### Obispo auxiliar de Boston
El 3 de junio de 2016, el Papa Francisco nombró a Reed obispo auxiliar de la Arquidiócesis de Boston y obispo titular de Sufar. Fue consagrado el 24 de agosto de 2016 en la Catedral de la Santa Cruz en Boston por el cardenal Seán O'Malley.  Actualmente, Reed se desempeña como vicario general y obispo regional de la región oeste de la arquidiócesis. Además, es presidente del Comité de Comunicaciones de la Conferencia de Obispos Católicos de los Estados Unidos y miembro del Comité de Migración.
Reed actualmente se desempeña como párroco de la Parroquia de St. Patrick y la Parroquia del Sagrado Corazón, ambas en Watertown, Massachusetts.

## Comunicaciones
Desde que fue nombrado presidente de CatholicTV en 2005, Reed ha ampliado la red y la ha rebautizado como The CatholicTV Network, la red de televisión católica de Estados Unidos. También ha ampliado el personal y creado programas y series para la cadena.

### Programas de televisión
- Inter Nos
- House + Home
- Renewed
- This is the Day
- Viaggio a Roma
- WOW: The CatholicTV Challenge

### Libros
El obispo Reed es autor del libro Renewed: Ten Ways to Rediscover the Saints, Embrace Your Gifts, and Revive Your Catholic Faith, publicado en 2014.

## Órdenes
Reed es un caballero comandante de la Orden del Santo Sepulcro de Jerusalén y miembro patriótico (cuarto grado) de los Caballeros de Colón.